# Coronados
Ne doit pas être confondu avec Coronado (île du Mexique).
Cet article possède un paronyme, voir Coronado.
Coronados est une petite île mexicaine située dans le golfe de Californie au large des côtes de la Basse-Californie du Sud.

## Géographie
L'île, d'origine volcanique, est située au sud du golfe de Californie et se trouve à 3 km de la péninsule de Basse-Californie. Elle fait environ 3 km de longueur et 2,5 km de largeur maximales pour 7,213 km2 de superficie totale. Corronados se trouve à près de 10 km de Loreto, la plus proche ville.
L'île est inhabitée.

## Histoire
En 2005, l'île a été classée avec 244 autres au Patrimoine mondial de l'humanité par l'UNESCO comme Îles et aires protégées du Golfe de Californie.